# Dendrito

Diagrama completo de um dendrito

Dendritos ou dendrites (do grego: δένδρον déndron: 'árvore') são os numerosos prolongamentos dos neurônios que atuam na recepção de estímulos nervosos do ambiente ou de outros neurônios e na transmissão desses estímulos para o corpo da célula, também chamado de pericário. 
A grande maioria dos impulsos que chegam a um neurônio é recebida por pequenas projeções dos dendritos - as espinhas ou gêmulas. O número de gêmulas em cada dendrito varia de um neurônio para outro, mas elas geralmente e correspondem ao primeiro processamento dos impulsos nervosos. As gêmulas podem conter várias terminações pós-sinápticas que podem ser inibitórias ou excitatórias, dependendo do receptor presente. Porém, cada tipo de neurônio tem um padrão de ramificação dendrítica distinta. A transmissão do impulso nervoso é feita de forma unidirecional – no sentido dendrito, corpo celular e axônio, respectivamente – para outros neurônios.
Neurônios que atuam em processos aferentes possuem dendritos muito complexos e bastante ramificados. Já os neurônios eferentes possuem dendritos menos ramificados. Os neurônios podem ter poucas ou várias ramificações dendríticas e sempre um axônio, porque as diversas recepções nervosas e informações, após chegarem aos dendritos, migram ao corpo celular, sofrendo uma convergência ao percorrer os axônios. Os dendritos podem não existir em neurônios sensitivos primários e nunca apresentam mielina, diferentemente da maioria dos axônios que ficam isolados eletricamente.  Dendritos estão ativamente engajados em produzir e moldar as saídas de neurônios. Os impulsos nervosos que são transmitidos de neurônio para neurônio através do fenômeno da sinapse. Os dendritos possuem função integradora de informações elétricas e químicas de diversas sinapses. Fazem parte da região pós-sináptica e dos axônios, assim como da região pré-sináptica do neurônio.

## Proteínas receptoras nos dendritos

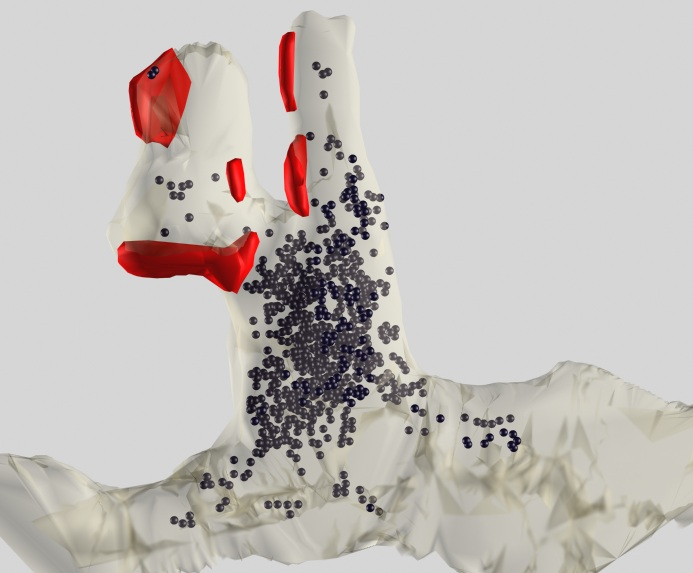
Reconstrução tridimensional de uma gêmula, mostrando sinapses maculares múltiplas (vermelho) e agregados maciços de ribossomos (preto)

Na membrana das espinhas dendríticas encontram-se os canais de recepção compostos pelas proteínas receptoras que contém dois elementos atuantes, que são: 1) componente de ligação (suporte projetado para a fenda sináptica no qual o neurotransmissor se fixa na membrana do dendrito), 2) componente ionóforo (atravessa toda a membrana pós-sináptica até o interior do dendrito). O componente ionóforo, por sua vez, pode ser do tipo canal iônico, que possibilita a entrada de íons específicos através da membrana, ou por ativador de segundo mensageiro, que não são classificados como canais iônicos, mas realizam função semelhante ao se projetarem para o interior do citoplasma da célula ativando uma ou mais substâncias que irão atuar como segundo mensageiro. Estes promovem aumento ou redução das funções celulares específicas como, por exemplo, a proteína G.

## Processo neurogênico
Os dendritos não são apenas portadores passivos de informação, mas também desempenham um grande papel na capacidade dos neurônios de traduzir sinais entrantes em atividade elétrica. Um estudo sugere que os dendritos estão quase sempre ativos quando o corpo celular principal do neurônio está ativo. Esta é uma evidência de que os dendritos estão ativamente engajados em produzir e modelar os outputs dos neurônios.
Uma investigação foi realizada utilizando células do córtex virtual de roedores do Blue Brain. Os resultados demonstram que, quando um neurônio recebe informações, as partes dos receptores específicos, que se estendem a partir do neurônio, praticamente cooperam de uma maneira que é ajustada pela complexidade do input. A força de uma sinapse decide quão enfaticamente um neurônio sente um sinal elétrico proveniente de diferentes neurônios, e a demonstração de aprendizado muda essa força.